# غاميز-فايكا
بلدية غاميز-فايكا (بالإسبانية: Gamiz-Fika)‏ هي بلدية تقع في مقاطعة بيسكاي, التي تقع في منطقة الباسك شمالي إسبانيا.

## وصلات خارجية
- (بالإسبانية)